# راي لويس

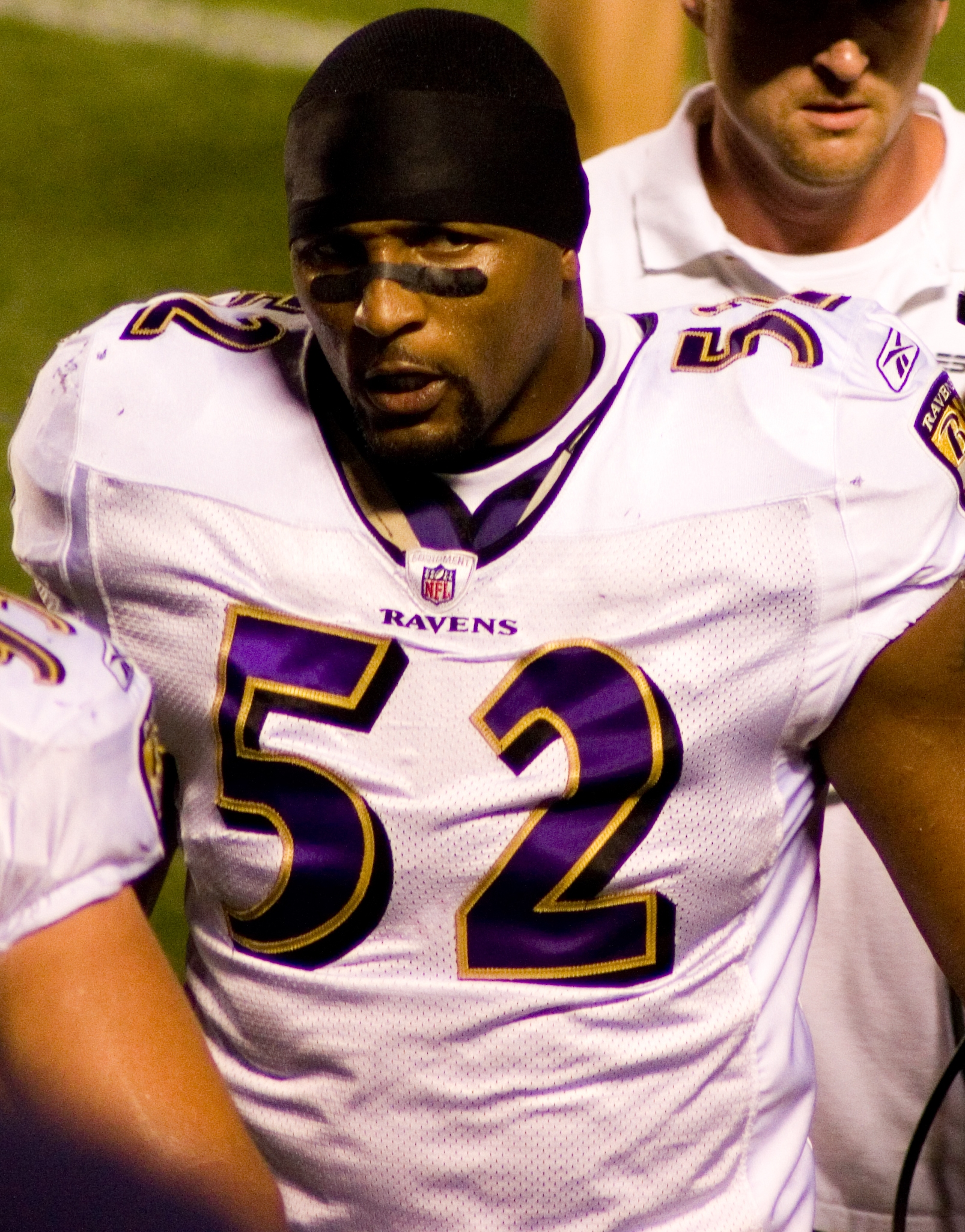

راي أنتوني لويس (بالإنجليزية: Ray Anthony Lewis) مواليد (15 مايو 1975) هو لاعب كرة قدم أمريكية لفريق بالتيمور رافينز (بالإنجليزية: Baltimore Ravens) في دوري كرة القدم الأمريكية (بالإنجليزية: National Football League) ومركزه ظهير، حاز على جائزة أفضل مدافع لسنة 2000 و2003 وهو اللاعب السادس في تاريخ كرة القدم الأمريكية يفوز بجوائزة مرات عديدة، واحتل راي لويس المركز الثامن عشر لأفضل لاعب في تاريخ كرة القدم الأمريكية. لعب كرة القدم الأمريكية في دوري الجامعات مع جامعة ميامي.

## روابط خارجية
- راي لويس على موقع IMDb (الإنجليزية)
- راي لويس على موقع الموسوعة البريطانية (الإنجليزية)
- راي لويس على موقع ميوزك برينز (الإنجليزية)
- راي لويس على موقع إن إن دي بي (الإنجليزية)
- راي لويس على موقع قاعدة بيانات الفيلم (الإنجليزية)
- راي لويس على موقع إي إس بي إن.كوم (أن.أف.أل)3
- راي لويس على موقع مرجع كرة القدم المحترفة.كوم (الإنجليزية)